# Lichtstrahlen (Zeitschrift)
Lichtstrahlen war eine sozialistische Zeitschrift in Berlin von 1913 bis 1916 und von 1918 bis 1921.

## Geschichte

### Gründung 1913
Im September 1913 gründete Julian Borchardt die Zeitschrift Lichtstrahlen als Bildungsorgan für denkende Arbeiter.  Sie war die einzige radikal sozialistische regelmäßig erscheinende Zeitschrift im Deutschen Reich in dieser Zeit neben der Frauenzeitschrift Gleichheit von Clara Zetkin.
Anfänglich galt ihre Kritik der SPD mit deren auf politische Reformen fixierter Instanzenpolitik. Dagegen forderte die Zeitschrift eine gründliche Beschäftigung mit den sozialökonomischen Grundlagen der bürgerlichen Gesellschaft, das allein liefere das Fundament einer radikalen Kritik.
Im ersten Heft schrieb Borchardt:

„Wer die Menschheit befreien will von der sozialen Not, wird vor allen Dingen deren Ursachen kennen müssen. Dazu ist nötig eine sorgsame Durchforschung unserer gesamten sozialen Zustände, vor allem unserer wirtschaftlichen Zustände. Denn nur dort sind die Wurzeln des sozialen Elends zu ergründen.“

Außerdem brachten die Lichtstrahlen Beiträge zu historischen Themen, zur Pädagogik und zur Religionskritik. 

### Kriegsbeginn 1914
Seit Oktober 1914 griff die Zeitschrift die Burgfriedenspolitik der SPD scharf an und plädierte für den sofortigen Bruch mit den alten Parteistrukturen und einen konsequenten Neuanfang, anders als etwa Karl Liebknecht und Rosa Luxemburg, 
Es sei eine neue „sozialimperialistische Partei“ entstanden und daher unmöglich, als wahrer Sozialist einer solchen Organisation anzugehören, die von den „Männern des 4. August“ geführt werde. Die Haltung der Bolschewiki in Russland zu Krieg und „Vaterlandsverteidigung“ wurde dagegen in den Lichtstrahlen als beispielhaft bezeichnet und propagiert.

### Skandal 1915
Im April 1915 sorgte Borchardt für einen Skandal, als er in einem sorgfältig recherchierten Artikel enthüllte, dass rechte Sozialdemokraten gegenüber der bürgerlichen Presse seit Monaten Parteiinterna preisgaben und dort unter Pseudonymen Artikel veröffentlichten, die die rechte Mehrheit im Parteivorstand anfeuern sollten. Daraufhin versandte der Parteivorstand der SPD ein Rundschreiben, in dem regionale und lokale Parteileitungen aufgefordert wurden, gegen eine weitere Verbreitung der Zeitschrift Lichtstrahlen und der neuen Zeitschrift Internationale einzutreten.
Die Lichtstrahlen attackierten aber auch die marxistisch-zentristische Strömung um Karl Kautsky. Diese sei dafür verantwortlich, dass die Gegensätze zwischen Revolutionären und Opportunisten immer wieder verwischt würden; dies desorientiere auch die Mehrheit der Parteimitglieder und liefere sie dem Kurs des Parteivorstands der SPD aus. 
Nötig sei

„(...) ein Kampf um die Vereinigung aller linken Elemente der Partei, von denen ein Teil unter dem Einfluss der Kautskyschen Autorität zwischen Rechts und Links pendelt, mit Worten sich gegen die Rechte erklärt, durch Taten sie stützt.“

### Weitere Entwicklung 1915/1916
Borchardt bildete einen Kreis von 15 bis 20 Lesern der Lichtstrahlen in Berlin als Internationale Sozialisten Deutschlands. Als deren Vertreter nahm er im September 1915 an der Zimmerwalder Konferenz teil. Dieser war aber eher ein Lektüre- und Debattierzirkel ohne größeres aktivistisches Potential. Die Zeitschrift fand innerhalb der SPD kaum Beachtung (anders als die Spartakusbriefe und die Bremer Arbeiterpolitik) 
Im Februar 1916 wurde Julian Borchardt kurzzeitig verhaftet. Im April 1916 wurde die Zeitschrift Lichtstrahlen  verboten, der Leserkreis zerfiel danach.

### „Leuchtturm“ 1916–1918 und „Lichtstrahlen“ 1918–1921
Im Mai 1916 gründete Julian Borchardt die Zeitschrift Leuchtturm als Nachfolgerin. Diese erlangte jedoch keine Bedeutung, da er sich in den Debatten der sozialdemokratischen Linken in wesentlichen Fragen völlig isolierte.
Seit November 1918 erschien sie als Lichtstrahlen. Zeitschrift für internationalen Kommunismus. Borchardt wurde zu dieser Zeit aus der Organisation der Internationalen Kommunisten Deutschlands ausgeschlossen, da er zu anarchistische Positionen vertrat. Seit 1920 hieß sie Lichtstrahlen. Zeitschrift für wissenschaftlichen Kommunismus.
1921 wurde ihr Erscheinen eingestellt.

## Autoren (Auswahl)
Zu den anfänglichen Autoren zählten Sozialisten wie Franz Mehring, Edwin Hoernle, Johann Knief (unter dem Pseudonym Alfred Nußbaum), Julian Marchlewski, Angelica Balabanoff, Anton Pannekoek, Otto Rühle und Karl Radek.
Spätere Autoren waren die Publizisten Hans Berliner und Ernst Sucher, die eher anarchistische Positionen vertraten.